# Чапек, Джон
Джон Чапек (англ. John Capek) — австралийский и канадский музыкант и композитор-песенник конца XX и начала XXI века. Автор более чем 1500 песен, в том числе исполнявшихся Родом Стюартом, Шер и Бонни Рэйтт. Чапек возглавлял Ассоциацию композиторов-песенников Канады и Зал славы композиторов-песенников Канады, а в 2005 году основал кафедру песенной музыки в Королевской музыкальной консерватории Торонто.

## Биография
Джон Чапек — уроженец Праги, где появился на свет в 1946 году в семье пианиста. Его мать была одной из уцелевших узниц Освенцима. Когда мальчику было три года, его семья перебралась в Мельбурн (Австралия). В детстве Джон учился играть на пианино. Его кумирами этого времени были Литл Ричард, Рэй Чарльз и Чак Берри. Отыграв некоторое время в местных рок-группах, Чапек с друзьями основал в 1970 году группу Carson, ставшую в дальнейшем одним из самых популярных блюзовых коллективов в Австралии. Окончив в 1971 году Королевский Мельбурнский технологический университет по специальности «инженер-химик», Чапек занялся преподаванием. Оставив группу Carson, он выступает в эти годы в группах King Harvest, Flite и Hanagan.
В 1973 году Чапек переезжает в Торонто (Канада). В Канаде он пишет песни и аккомпанирует при записях популярным местным исполнителям, таким, как Марк Джордан, Иэн Томас, Дэн Хилл, Дайанна Брукс, Кен Тобайас, Эми Скай и группы The Good Brothers и Downchild. Сработавшись с Джорданом, сочинявшим слова для его песен, Чапек в 1979 году переселяется в США, где сочиняет музыку для Рода Стюарта, Джо Кокера, Дайаны Росс и Manhattan Transfer. Как клавишник он сотрудничает с продюсерами Умберто Гатикой и Джоном Бойланом, в том числе выпустив в 1991 году первый собственный альбом Indaba.
Вернувшись в 1995 году в Канаду, Чапек тем не менее продолжает писать музыку для американских звезд: Рода Стюарта, Шер, Бонни Рэйтт, сотрудничая также с популярной канадской певицей Амандой Маршалл. Он был директором Ассоциации композиторов-песенников Канады и Зала славы композиторов-песенников Канады. В 2005 году он стал одним из основателей кафедры песенной музыки в
Королевской музыкальной консерватории Торонто.

## Творчество
Джон Чапек — автор музыки к более чем 1500 песням и ряду телесериалов. Его творчество отличают от работ других композиторов его эпохи сложные гармонические построения, более характерные для периода Tin Pan Alley.
Самым крупным успехом Чапека стала написанная в соавторстве с Марком Джорданом песня Rhythm of My Heart, в 1991 году включенная в мультиплатиновый альбом Рода Стюарта Vagabond Heart. Как сингл песня поднялась до 5-го места в центральном американском хит-параде Billboard Hot 100. Песня Can't We Try в исполнении Дэна Хилла поднялась в этом чарте до шестого места. Другие хиты Чапека включают вышедшую в 1994 году в альбоме Джо Кокера Have A Little Faith и прозвучавшую в фильме «Сметённые огнём» песню Take Me Home; песню Promises из альбома 1996 года Amanda Marshall; и композицию Love So High из альбома Шер 1999 года Living Proof. Песни Чапека звучали в фильмах «Коктейль» (1988), «Глушитель» (1992) и «Идеальный шторм» (2000). В Чехии его песни исполняли Карел Готт и Гелена Вондрачкова.